# خردسال (فیلم ۱۹۴۱)
خردسال (انگلیسی: Under Age) فیلمی در ژانر جنایی به کارگردانی ادوارد دمیتریک است که در سال ۱۹۴۱ به نمایش در آمد.

## بازیگران
- نان گری در نقش Jane Baird
- آلن بکستر در نقش Tap Manson
- مری اندرسون در نقش Edie Baird
- تام نئال در نقش Rocky Stone
- Leona Maricle در نقش Mrs. Burke aka The Widow
- دان بدو در نقش Albert Ward
- Yolande Donlan در نقش Lily Fletcher (در نقش Yolande Mallott)
- Jack Perrin در نقش Grant (در نقش Richard Terry)
- Marlo Dwyer در نقش Rhoda (در نقش Wilma Francis)
- Patti McCarty در نقش Minnie
- Billie Roy در نقش Boots
- Gwen Kenyon در نقش Gladys
- باربارا کنت در نقش Jackie
- Nancy Worth در نقش Nell
- ارل هاجینز
- بایرون فولگر
- لستر دُر